# Хамельн-Пирмонт (район)
Хамельн-Пирмонт (нем. Hameln-Pyrmont) — район в Германии. Центр района — город Хамельн. Район входит в землю Нижняя Саксония. Занимает площадь 796 км². Население — 148,0 тыс. чел. (2013). Плотность населения — 186 человек/км².
Официальный код района — 03 2 52.
Район подразделяется на 8 общин.

## Города и общины
1. Хамельн (56 380)
2. Бад-Пирмонт (18 965)
3. Хессиш-Ольдендорф (18 133)
4. Бад-Мюндер (17 304)
5. Эрцен (10 643)
6. Эммерталь (9985)
7. Зальцхеммендорф (9333)
8. Коппенбрюгге (7237)

(30 сентября 2013)